# Cantone di Loreto
Il cantone di Loreto è un cantone dell'Ecuador che si trova nella provincia di Orellana.
Il capoluogo del cantone è Loreto.